# São Miguel do Iguaçu
São Miguel do Iguaçu este un oraș în Paraná (PR), Brazilia.